# Qaraçay
Qaraçay è un comune dell'Azerbaigian situato nel distretto di Quba.